# I don't obey~우리의 프라이드~
〈I don't obey~우리의 프라이드~〉(일본어: I don't obey〜僕らのプライド〜 아이돈토오베이~보쿠라노프라이도[*])는 Dream5의 데뷔 싱글이다. 2009년 11월 4일에 에이벡스 트랙스에서 발매됐다.

## 해설
- Dream5의 데뷔 싱글.
- CD와 DVD가 세트로 되어있는 버전과, CD만 있는 버전의 2종류가 발매됐다.

## 수록곡
CD
1. I don't obey~우리의 프라이드~(I don't obey 〜僕らのプライド〜)
  - 작사 · 작곡 · 편곡: m.c.A·T

한국어로 번역하면 “나는 복종하지 않는다”라는 뜻의 타이틀이다. 그 제목 대로 어른에게 의지하지 않고 자기자신의 힘으로 점점 나아가자고 아이들을 향한 메시지가 담긴 곡으로 되어 있다.
안무는 KABA.짱이 담당했다. 후에 발매된 미니 음반 《RUN TO THE FUTURE》에도 수록되어 있다.
2. JUMPIN' TO THE SKY
  - 작사: Kiichi, 작곡: 츠카다 료헤이, 편곡: 히라마 아키히코

처음에는 안무가 존재하지 않는 곡이었지만 당시 TV 전사의 와키 나나카에 의해 안무가 만들어졌다. 
후렴구 부분에는 관객도 손을 좌우로 흔드는 안무가 있다.
3. I don't obey~우리의 프라이드~ (Instrumental)
4. JUMPIN' TO THE SKY (Instrumental)

DVD
1. I don't obey~우리의 프라이드~ (Music Video)